# Paralastor pseudochromus
Paralastor pseudochromus är en stekelart som beskrevs av Perkins 1914. Paralastor pseudochromus ingår i släktet Paralastor och familjen Eumenidae. Inga underarter finns listade i Catalogue of Life.